# جون كينغ (سائق سباق)
جون كينغ (بالإنجليزية: John King)‏ هو سائق سباق أمريكي، ولد في 1 أبريل 1988 في Fort Blackmore, Virginia ‏ في الولايات المتحدة.

## وصلات خارجية
- الموقع الرسمي
- جون كينغ على موقع Racing-Reference.info (الإنجليزية)